# Agnieszka Kurowska-Janecka
Agnieszka Kurowska-Janecka, również jako Agnieszka Kurowska – polska śpiewaczka operowa (sopran) i pedagog.
Absolwentka Akademii Muzycznej im. Fryderyka Chopina w Warszawie (1986, klasa Magdaleny Bojanowskiej). Laureatka konkursów wokalnych: m.in. IV Ogólnopolskiego Konkursu Wokalistyki Operowej  im. Adama Didura (1989, wyróżnienie). Solistka Warszawskiej Opery Kameralnej (1985-2009). Śpiewała m.in. w Operze Bałtyckiej, Operze Śląskiej, Operze Wrocławskiej, Teatrze Wielkim – Operze Narodowej, Teatrze Wielkim w Łodzi, Teatrze Wielkim w Poznaniu, Operze Królewskiej w Hadze, Teatro Ableniz w Madrycie, Teatro di Modena, Theater an der Wien. Doktor habilitowana, pedagog śpiewu na Uniwersytecie Muzycznym Fryderyka Chopina. W latach 2008–2018 pracownik naukowy Katedry Audiologii i Foniatrii UMFC. 
W 1987 wzięła udział w filmie operowym w reż. Krzysztofa Tchórzewskiego Szkoła kochanków, czyli cosi fan tutte a w 1997 w filmie w reż. Krzysztofa Zanussiego Opowieści weekendowe: Ostatni krąg. 

## Partie operowe
- Mrs Alice Fiord (Falstaff, Verdi)
- Donna Anna (Don Giovanni, Mozart)
- Hrabina (Wesele Figara, Mozart)
- Kościelnicha (Jenůfa, Janáček)
- Mimi (Cyganeria, Puccini)
- Zofia (Halka, Moniuszko)[5]